# Тихомиров Ігор Сергійович
Ігор Сергійович Тихомиров (рос. Игорь Сергеевич Тихомиров, нар. 4 травня 1963) — радянський та канадський фехтувальник на шпагах, бронзовий призер Олімпійських ігор 1988 року.

## Виступи на Олімпіадах
| Олімпіада  | Дисципліна          | Місце |
| ---------- | ------------------- | ----- |
| Сеул 1988  | командна шпага      | 3     |
| Пекін 2008 | індивідуальна шпага | 15    |